# 프랑수아 무반제
자케 프랑수아 무반제(프랑스어: Jacques François Moubandje , 1990년 6월 21일 ~ )는 스위스 슈퍼리그 소속 팀인 시옹에서 활약하고 있는 카메룬계 스위스인 축구 선수이다.